# Bucher Brack–Bölsdorfer Haken
Koordinaten: 52° 29′ 39″ N, 12° 0′ 7″ O

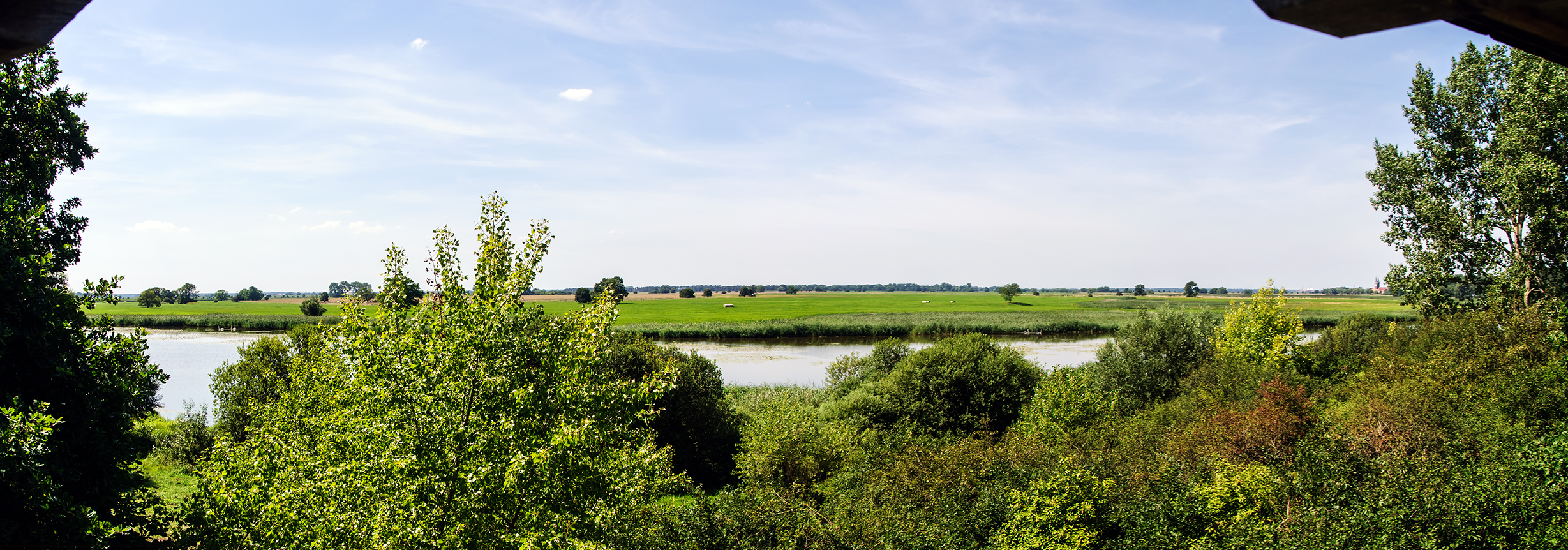
Blick vom Beobachtungsturm

Das Bucher Brack–Bölsdorfer Haken ist ein Naturschutzgebiet in den Städten Jerichow im Landkreis Jerichower Land und Tangermünde im Landkreis Stendal in Sachsen-Anhalt.

## Allgemeines
Das Naturschutzgebiet mit dem Kennzeichen NSG 0043 ist rund 1008 Hektar groß. Es ist Bestandteil des FFH-Gebietes „Elbaue zwischen Derben und Schönhausen“ und des EU-Vogelschutzgebietes „Elbaue Jerichow“ und größtenteils von den Landschaftsschutzgebieten „Elbtalaue“ im Landkreis Jerichower Land bzw. „Tanger-Elbeniederung“ im Landkreis Stendal umgeben. Das Gebiet steht seit 1978 unter Schutz (Datum der Verordnung: 5. Juli 1978), zunächst unter dem Namen „Bucher Brack bei Jerichow“. Im Dezember 1981 wurde die Erweiterung und Umbenennung in „Bucher Brack–Bölsdorfer Haken“ beschlossen. Zuständige untere Naturschutzbehörden sind die Landkreise Jerichower Land und Stendal.

## Beschreibung
Das Naturschutzgebiet liegt westlich von Jerichow und südlich von Tangermünde im Biosphärenreservat Mittelelbe. Es stellt ausgedehnte Grünlandbereiche beidseitig der Elbe sowie zwei Altarme, den Bölsdorfer Haken im Landkreis Stendal auf der linken Elbeseite sowie die Alte Elbe im Landkreis Jerichower Land auf der rechten Elbeseite unter Schutz. Der Bereich des Naturschutzgebietes ist nicht eingedeicht und unterliegt so der natürlichen Flussdynamik.
Die Landschaft im Naturschutzgebiet ist durch ehemalige extensive Nutzung entstanden. Sie stellt sich heute als ein Mosaik aus Feuchtgrünland, Alt- und Temporärgewässern, feuchten Senken und Flutrinnen dar. Die an sich typischen Pflanzengesellschaften der Auewiesen sind jedoch durch intensive Grünlandnutzung verarmt. Durch großflächige Ansaaten ist der Wiesenfuchsschwanz heute eine der am häufigsten vorkommenden Gräser. Außerdem sind Silgen-Rasenschmielen-Wiesen verbreitet. Daneben sind auch Mädesüß-Hahnenfuß-Wiesen und Knickfuchsschwanz-Gesellschaften sowie sehr seltene Schwertlilien-Alant-Wiesensaumgesellschaften zu finden.
Die Ufer der Altarme werden von Röhrichten und Riedflächen mit Wasserschwaden, Rohrglanzgras, Schilf und Schlankseggen gesäumt. Teilweise sind auch Röhrichtgesellschaften mit Teichschachtelhalm, Pfeilkraut, Igelkolben und Teichbinsen zu finden. Im Sommer trockenfallende Schlammflächen werden von Gifthahnenfuß-Gesellschaften eingenommen. Die offenen Wasserflächen werden von Schwimmblattgesellschaften mit Tausendblatt-Teichrosen-Gesellschaften eingenommen. Der Flusslauf der Elbe wird von Elbespitzkletten-Uferfluren, Donauknöterich-Fluren und Schwarzsenf-Säumen begleitet. Stellenweise sind Auengebüsche mit Eingriffeligem Weißdorn, Hundsrose, Purgierkreuzdorn, Stieleiche und Flatterulme zu finden. Auf einem innerhalb des Naturschutzgebietes liegenden Dünenzug sind kleinflächig Sandmagerrasengesellschaften mit Frühlingsspark-Silbergras- und Heidenelken-Grasnelkenfluren zu finden.
Das Naturschutzgebiet ist Lebensraum einer artenreichen Fauna. So sind hier zahlreiche Vögel heimisch, darunter verschiedene Enten- und Rallenarten, Graugans, Brandgans, Großer Brachvogel, Bekassine, Kiebitz, Wachtelkönig, Austernfischer, Drosselrohrsänger, Schafstelze, Braunkehlchen und Bartmeise. Die Trauerseeschwalbe weist im Naturschutzgebiet ein bedeutendes Brutvorkommen auf. Auch Seeadler, Rohr- und Wiesenweihe brüten im Naturschutzgebiet. Kranich, Weiß- und Schwarzstorch sowie Fischadler nutzen das Naturschutzgebiet als Nahrungsgebiet.
Die Wasserflächen sind Lebensraum und Laichgebiet verschiedener Amphibien, darunter Gras-, Moor- und Teichfrosch, Erd-, Kreuz- und Wechselkröte, Rotbauchunke sowie Teich- und Kammmolch. Weiterhin sind verschiedene Libellenarten, darunter Südliche Mosaikjungfer und Asiatische Keiljungfer, verschiedene Fledermausarten sowie Elbebiber und Fischotter hier heimisch.
Während des Vogelzuges ist das Naturschutzgebiet Rastgebiet für zahlreiche Enten, Gänse, Säger, Schwäne, Limikolen und Kraniche. So sind vor allem Waldsaat- und Blässgans sowie Sing- und Zwergschwäne oft in großer Zahl zu beobachten.
Entlang des Elbedeichs zwischen Jerichow und Klietznick befindet sich ein etwa 2,5 Kilometer langer Naturlehrpfad mit Schautafeln und einem Beobachtungsturm.
Teilflächen des Naturschutzgebietes werden intensiv ackerbaulich genutzt.